# Juriy Cannarsa
Juriy Cannarsa (* 22. April 1976 in Turin) ist ein ehemaliger italienischer Fußballspieler und heutiger Trainer. Cannarsa spielte die meiste Zeit seiner Karriere in der Serie B, bei der er auf über 200 Einsätze kam, in seiner Zeit bei Reggina Calcio spielte er auch in der Serie A.

## Karriere

### Als Spieler
Juriy Cannarsa begann seine Profikarriere bei Delfino Pescara, von dessen Jugend er 1996 kam, hier sammelte er seine ersten Erfahrungen. Im Jahr 2000 wechselte er zunächst noch leihweise zum AS Livorno und wurde anschließend fest verpflichtet. Als sein größter Erfolg gilt der Aufstieg seiner Mannschaft in der Saison 2001/02 der Serie C. Zur Saison 2004/05 erfolgte der Wechsel zu Reggina Calcio, hier spielte Cannarsa erstmals in seiner Karriere in der Serie A und war hier auf Anhieb Stammspieler. Dies änderte sich jedoch in der Saison 2005/06, bei der er meistens Ersatzspieler war und insgesamt auf sieben Einsätze kam. Später spielte er für Zweit- und Drittligisten und beendete seine Laufbahn 2014. 

### Als Trainer
Cannarsa kehrte als Trainer zurück zum AS Livorno und betreute hier mal die Jugend, mal gehörte er zum Assistenzstab. Von 2016 bis 2018 trainierte er die U-17. 2021 heuerte er als Cheftrainer beim albanischen Erstligisten KF Apolonia Fier an. Unter seiner Leitung spielte der Verein stets im oberen Drittel der Tabelle mit. Ein knappes Jahr später verließ Cannarsa Apolonia Fier, die Mannschaft stand zu diesem Zeitpunkt auf dem 4. Platz und beendete die Saison später auch auf diesem Platz.